# CF Montréal 2023
Questa voce raccoglie le informazioni riguardanti il Club de Foot Montréal nelle competizioni ufficiali della stagione 2023.

## Stagione
Quella del 2023 è la dodicesima stagione in Major League Soccer del CF Montréal. Rispetto alla stagione precedente, ci sono le partenze dell'allenatore Wilfried Nancy, accasatosi al Columbus Crew, del difensore Alistair Johnston e del centrocampista Ismaël Koné. L'andamento della stagione è altalenante e la squadra canadese ha giocato fino all'ultimo turno di campionato per un posto nei play-off, rimanendovi fuori di un punto.

## Maglie e sponsor
Di seguito le divise da gioco.
| Casa | Trasferta |

## Organico

### Rosa 2023
Di seguito la rosa del Club de Foot Montréal aggiornata al 12 aprile 2023.
| N. |                         | Ruolo | Calciatore              |
| -- | ----------------------- | ----- | ----------------------- |
| 1  | Stati Uniti (bandiera)  | P     | Logan Ketterer          |
| 2  | Kenya (bandiera)        | C     | Victor Wanyama          |
| 3  | Ghana (bandiera)        | A     | Kwadwo Opoku            |
| 3  | Canada (bandiera)       | D     | Kamal Miller            |
| 4  | Francia (bandiera)      | D     | Rudy Camacho            |
| 6  | Canada (bandiera)       | C     | Samuel Piette           |
| 7  | Egitto (bandiera)       | A     | Ahmed Hamdi             |
| 8  | Argentina (bandiera)    | C     | Matko Miljevic          |
| 10 | Stati Uniti (bandiera)  | C     | Bryce Duke              |
| 11 | Costa Rica (bandiera)   | A     | Ariel Lassiter          |
| 13 | Stati Uniti (bandiera)  | A     | Mason Toye              |
| 14 | Nigeria (bandiera)      | A     | Sunusi Ibrahim          |
| 15 | Canada (bandiera)       | D     | Zachary Brault-Guillard |
| 16 | Canada (bandiera)       | D     | Joel Waterman           |
| 17 | RD del Congo (bandiera) | A     | Jojea Kwizera           |
| 21 | Finlandia (bandiera)    | C     | Lassi Lappalainen       |

| N. |                        | Ruolo | Calciatore             |
| -- | ---------------------- | ----- | ---------------------- |
| 22 | Stati Uniti (bandiera) | D     | Aaron Herrera          |
| 24 | Stati Uniti (bandiera) | D     | George Campbell        |
| 25 | Italia (bandiera)      | D     | Gabriele Corbo         |
| 26 | Islanda (bandiera)     | D     | Róbert Thorkelsson     |
| 27 | Nigeria (bandiera)     | A     | Chinonso Offor         |
| 28 | Canada (bandiera)      | A     | Jules-Anthony Vilsaint |
| 29 | Canada (bandiera)      | C     | Mathieu Choinière      |
| 30 | Honduras (bandiera)    | A     | Romell Quioto          |
| 35 | Canada (bandiera)      | C     | Jean-Aniel Assi        |
| 36 | Canada (bandiera)      | C     | Nathan-Dylan Saliba    |
| 35 | Grecia (bandiera)      | C     | Ilias Iliadis          |
| 38 | Canada (bandiera)      | C     | Rida Zouhir            |
| 40 | Canada (bandiera)      | P     | Jonathan Sirois        |
| 41 | Canada (bandiera)      | P     | James Pantemis         |
|    | Colombia (bandiera)    | D     | Fernando Álvarez       |

## Staff tecnico
Di seguito lo staff tecnico del CF Montréal aggiornato al 9 gennaio 2023.
- Hernán Losada - Allenatore
- Olivier Renard - Direttore sportivo
- Eduardo Sebrango - Allenatore in seconda
- Laurent Ciman - Allenatore in seconda
- Sebastián Setti - Allenatore in seconda
- Hervé Diese - Allenatore in seconda
- Romuald Peiser - Allenatore dei portieri
- Barthélémy Delecroix - Preparatore atletico
- Stefano Pasquali - Assistente preparatore atletico
- Louan Schlicht - Analista video

## Calciomercato

### Sessione invernale
| Acquisti | Acquisti               | Acquisti        | Acquisti             |
| R.       | Nome                   | da              | Modalità             |
| -------- | ---------------------- | --------------- | -------------------- |
| D        | George Campbell        | Atlanta United  | definitivo           |
| D        | Aaron Herrera          | Real Salt Lake  | definitivo           |
| C        | Ilias Iliadis          | Panathīnaïkos B | definitivo           |
| A        | Chinonso Offor         | Zulte Waregem   | Rientro dal prestito |
| A        | Jules-Anthony Vilsaint | Anversa         | Rientro dal prestito |

| Cessioni | Cessioni          | Cessioni            | Cessioni      |
| R.       | Nome              | a                   | Modalità      |
| -------- | ----------------- | ------------------- | ------------- |
| P        | Sebastian Breza   | Bologna             | fine prestito |
| D        | Gabriele Corbo    | Bologna             | fine prestito |
| D        | Zorhan Bassong    |                     | svincolato    |
| D        | Karifa Yao        | Vancouver Whitecaps | draft         |
| D        | Keesean Ferdinand |                     | svincolato    |
| D        | Alistair Johnston | Celtic              | definitivo    |
| C        | Tomas Giraldo     |                     | svincolato    |
| C        | Ismaël Koné       | Watford             | definitivo    |
| A        | Joaquín Torres    | Philadelphia Union  | definitivo    |
| A        | Bjørn Johnsen     |                     | svincolato    |
| A        | Kei Kamara        | Chicago Fire        | definitivo    |

### A stagione in corso
| Acquisti | Acquisti         | Acquisti       | Acquisti   |
| R.       | Nome             | da             | Modalità   |
| -------- | ---------------- | -------------- | ---------- |
| D        | Fernando Álvarez | Pachuca        | definitivo |
| D        | Gabriele Corbo   | Bologna        | definitivo |
| C        | Bryce Duke       | Inter Miami    | definitivo |
| A        | Kwadwo Opoku     | Los Angeles FC | definitivo |
| A        | Ariel Lassiter   | Inter Miami    | definitivo |

| Cessioni | Cessioni       | Cessioni        | Cessioni    |
| R.       | Nome           | a               | Modalità    |
| -------- | -------------- | --------------- | ----------- |
| D        | Rudy Camacho   | Columbus Crew   | definitivo  |
| D        | Kamal Miller   | Inter Miami     | definitivo  |
| C        | Ilias Iliadis  | Atlético Ottawa | in prestito |
| C        | Rida Zouhir    | San Antonio FC  | in prestito |
| A        | Matko Miljevic |                 | rescissione |

## Risultati

### MLS
La MLS non adotta il sistema a due gironi, uno di andata e uno di ritorno, tipico in Europa per i campionati di calcio, ma un calendario di tipo sbilanciato.
| Arbitro: | D. Fischer |

|                          |           |  |
| Kryvcov 41’ Borgelin 76’ | Marcatori |  |

| Arbitro: | L. Szpala |

|            |           |  |
| Urruti 88’ | Marcatori |  |

| Arbitro: | R. Vazquez |

|                                |           |  |
| Shaffelburg 37’ Washington 89’ | Marcatori |  |

| Arbitro: | N. Saghafi |

|                                   |           |               |
| Quioto 2’ (rig.), 90+8’ Offor 90’ | Marcatori | 46’, 60’ Uhre |

| Arbitro: | T. Ford |

|                                                 |           |  |
| White 38’ Becher 43’, 59’ Gressel 45’ Ahmed 48’ | Marcatori |  |

| Arbitro: | T. Penso |

|                                           |           |  |
| Borrero 21’ Gil 45+4’ Wood 50’ Vrioni 86’ | Marcatori |  |

| Arbitro: | J. Dickerson |

|  |           |             |
|  | Marcatori | 46’ O'Brien |

| Arbitro: | R. Vazquez |

|                                  |           |  |
| Reyes 25’ (aut.) Choinière 90+2’ | Marcatori |  |

| Arbitro: | R. Touchan |

|  |           |                          |
|  | Marcatori | 35’ Duke 45+1’ Choinière |

| Arbitro: | M. de Oliveira |

|                               |           |  |
| Jansson 62’ (aut.) Quioto 66’ | Marcatori |  |

| Arbitro: | C. Penso |

|                           |           |  |
| Lappalainen 53’ Offor 68’ | Marcatori |  |

| Arbitro: | M. Allatin |

|                                           |           |  |
| Waterman 2’ (aut.) Acosta 26’ Vazquez 65’ | Marcatori |  |

| Arbitro: | D. Fischer |

|                     |           |              |
| Reyes 23’ Burke 38’ | Marcatori | 29’ Waterman |

| Arbitro: | N. Saghafi |

|           |           |  |
| Offor 53’ | Marcatori |  |

| Arbitro: | A. Chilowicz |

|                           |           |                              |
| Pines 44’ Ku-Dipietro 59’ | Marcatori | 80’ Ibrahim 82’ Lassiter 82’ |

| Arbitro: | J. Freemon |

|                            |           |  |
| Carranza 12’, 61’ Uhre 36’ | Marcatori |  |

| Arbitro: | G. Gonzales Jr |

|                                              |           |  |
| Toye 7’, 57’ Brault-Guillard 13’ Camacho 76’ | Marcatori |  |

| Arbitro: | T. Penso |

|          |           |  |
| Duke 27’ | Marcatori |  |

| Charlotte 24 giugno 2023 19ª giornata | Charlotte FC | 0 – 0 referto | CF Montréal | Bank of America Stadium (31 515 spett.)\| Arbitro: \| M. Allatin \| |
| Arbitro:                              | M. Allatin   |               |             |                                                                     |

| Arbitro: | V. Rivas |

|  |           |                |
|  | Marcatori | 33’ Pellegrini |

| Arbitro: | I. Pekmic |

|  |           |            |
|  | Marcatori | 54’ Lennon |

| Arbitro: | M. Badawi |

|                                             |           |  |
| Gutiérrez 9’ Haile-Selassie 11’ Shaqiri 33’ | Marcatori |  |

| Arbitro: | P.L. Lauziere |

|                     |           |  |
| Opoku 29’ Offor 31’ | Marcatori |  |

| Arbitro: | J. Dickerson |

|                         |           |                                             |
| Bernardeschi 66’, 90+4’ | Marcatori | 18’, 79’ (rig.) Choinière 25’ (aut.) Mabika |

| Arbitro: | T. Unkel |

|              |           |  |
| Campbell 86’ | Marcatori |  |

| Arbitro: | F. Bazakos |

|                       |           |  |
| Jasson 30’ Bakrar 37’ | Marcatori |  |

| Arbitro: | F. Dujic |

|                        |           |                                             |
| Opoku 52’ Vilsaint 68’ | Marcatori | 14’ (aut.) Corbo 22’, 43’, 65’ (rig.) Cucho |

| Montreal 16 settembre 2023 28ª giornata | CF Montréal | 0 – 0 referto | Chicago Fire | Stade Saputo (19 619 spett.)\| Arbitro: \| M. Allatin \| |
| Arbitro:                                | M. Allatin  |               |              |                                                          |

| Arbitro: | J. Freemon |

|           |           |                     |
| Opoku 53’ | Marcatori | 90+7’ (rig.) Acosta |

| Arbitro: | R. Vazquez |

|                                                   |           |           |
| Silva 30’ Almada 33’ Giakoumakīs 46’ Mosquera 89’ | Marcatori | 40’ Hamdi |

| Arbitro: | S. Boiko |

|                                       |           |  |
| Sirois 19’ Þórhallsson 50’ Torres 54’ | Marcatori |  |

| Arbitro: | R. Touchan |

|                   |           |           |
| Lappalainen 90+6’ | Marcatori | 10’ Artur |

| Arbitro: | L. Szpala |

|                                             |           |          |
| Sunusi 28’ Opoku 35’ Choinière 64’ Toye 76’ | Marcatori | 86’ Boli |

| Arbitro: | D. Fischer |

|                     |           |           |
| Cucho 17’ Nagbe 50’ | Marcatori | 7’ Sunusi |

### Canadian Championship
| Arbitro: | M. Souaré |

|                     |           |  |
| Rea 31’ Ibrahim 36’ | Marcatori |  |

| Arbitro: | Y. Rudolf |

|             |           |                               |
| Insigne 44’ | Marcatori | 35’ Brault-Guillard 39’ Offor |

| Arbitro: | P.L. Lauziere |

|                          |           |  |
| Lassiter 54’ Ibrahim 78’ | Marcatori |  |

| Arbitro: | F. Dujic |

|                            |           |             |
| White 57’ Gauld 65’ (rig.) | Marcatori | 83’ Ibrahim |

### Leagues Cup
| Arbitro: | K. Villalobos |

|                                     |                      |                                    |
| Duke 29’ Choinière 43’              | Marcatori            | 88’ Fernández 90+1’ Montejano      |
| Camacho Choinière Corbo Lappalainen | Tiri di rigore 4 – 2 | Aldrete Fernández Huerta Ruvalcaba |

| Arbitro: | F. Dujic |

|  |           |             |
|  | Marcatori | 70’ Hurtado |